# Robert Brenner
Robert Brenner, né le 28 novembre 1943 à New York (États-Unis), est un historien marxiste de l'économie.

## Biographie
Professeur d'histoire et directeur du Centre de théorie sociale et d'histoire comparative à UCLA, il est membre du comité de rédaction de la New Left Review et éditeur de Against the Current (bimensuel lié à l'organisation anticapitaliste Solidarity).
Ses recherches portent principalement sur le début de l'histoire moderne de l'Europe et sur l'histoire économique depuis 1945. Ses travaux sont à l'origine du marxisme politique (auquel se rattachent aussi Ellen Meiksins Wood, George Comninel, Benno Teschke, Charlie Post), courant marxiste qui insiste sur l'aspect déterminant des conflits de classes dans l'histoire.
Un certain nombre de travaux de Brenner sont disponibles en français sur le site de la revue marxiste Période.

## LeBrenner Debate
Robert Brenner est surtout connu pour sa contribution au débat sur la transition du féodalisme au capitalisme. Dans un célèbre article de 1976, Agrarian Class Structure and Economic Development in Pre-Industrial Europe, il formule ce que deviendra connu sous le nom de la Brenner thesis. Pour lui, l'origine du capitalisme ne se trouve ni dans le développement du commerce, ni dans des facteurs démographiques, mais dans des mutations qui ont eu lieu dans la production agricole en Angleterre.
Sa thèse donnera lieu à un intense débat dans la revue Past and Present (avec notamment Michael Postan, Rodney Hilton, Guy Bois, Emmanuel Le Roy Ladurie) et dans la New Left Review (avec Paul Sweezy et Ben Fine). Un certain nombre de ces articles seront ensuite rassemblés en un ouvrage: The Brenner Debate: Agrarian Class Structure and Economic Development in Pre-industrial Europe.
Dans un article de 1977, il formule la critique de ce qu'il appelle le « marxisme néo-smithien », c'est-à-dire une forme de marxisme qui accorde trop d'importance, selon lui, aux facteurs objectifs (essor du commerce ou développement des forces productives) en négligeant les rapports de classe. Il range notamment sous cette catégorie Paul Sweezy ainsi que les théoriciens de la théorie du système-monde Immanuel Wallerstein et André Gunder Frank. Brenner reproche à ces derniers d'assimilier capitalisme et commerce, ce qui les conduit à négliger les rapports de classe et de propriété dans l'avènement du capitalisme.

## Économie capitaliste depuis 1945
Depuis les années 1990, Robert Brenner étudie également l'histoire récente du capitalisme. Dans The Boom and the Bubble (2002) et The Economics of Global Turbulence (2006) il propose sa propre interprétation du long déclin (long downturn) qui touche les économies capitalistes depuis les années 1970.
Le boom d'après-guerre (1945-1970) provenait essentiellement de la production manufacturière américaine. Mais, à partir des années 1970, les États-Unis se font rattraper par les économies européennes et japonaise. Il en résulte une surproduction à l'échelle mondiale et une concurrence accrue entre les économies capitalistes avancées - ce qui a pour effet de faire baisser les profits.

## Ouvrages
- Merchants and revolution : commercial change, political conflict, and London's overseas traders, 1550–1653, Princeton University Press, Princeton, 1993.
- The boom and the bubble : the US in the world economy, Verso, New York, 2002.
- The economics of global turbulence : the advanced capitalist economies from Long Boom to Long Downturn, 1945–2005, Verso, New York, 2006.
- avec A. Brenner et C. Winslow (dir.) Rebel Rank and File: Labor Militancy and Revolt from Below During the Long 1970s, Verso, New York, 2010.

## Articles (sélection)

### En anglais
- Agrarian Class Structure and Economic Development in Pre-Industrial Europe, Past and Present, n° 70, février 1976, p. 30-75 ; repris dans T. H. Aston et C. H. E. Philpin (dir.), The Brenner Debate: Agrarian Class Structure and Economic Development in Pre-industrial  Europe, Cambridge, Cambridge University Press, 1985.
- The Origins of Capitalist Development: A Critique of Neo-Smithian Marxism, New Left Review, n° I/104, 1977, p. 25-92.
- Dobb on the Transition from Feudalism to Capitalism, Cambridge Journal of Economics, vol. 2, n° 2, 1978, p. 121-140.
- The Social Basis of Economic Development in John Roemer (éd.), Analytical Marxism, Cambridge, Cambridge University Press, 1986, p. 23-53.
- Bourgeois Revolution and Transition to Capitalism, in A. L. Beier et al. (éd.), The First Modern Society: Essays in English History in Honour of Lawrence Stone, Cambridge, Cambridge University Press, 1989, p. 271-304.
- The Regulation Approach: Theory and History, New Left Review, n° I/188, 1991, p. 45-119 (écrit avec Mark Glick).
- The Trajectory of the Manufacturing Rate of Profit: A Reply to Dumenil and Levy, Review of Radical Political Economics, 34(1), 2002, p. 35-44.
- The Divergence of England from China’s Yangzi Delta: Property Relations, Microeconomics, and Patterns of Development, 1500-1850, Journal of Asian Studies, vol. 51, n° 2, 2012, p. 609-662 (écrit avec Christopher Isett).

### Articles traduits en français
- La base sociale du développement économique, dans Actuel Marx, no 7, 1990, p. 65-93.
- L'économie d'un monde en panne, dans Inprecor, no 549/550, mai-juin 2009.
- L'économie mondiale et la crise américaine, dans Agone, no 49, 2012, p. 63-97.
- La théorie du système-monde et la transition au capitalisme : perspectives historique et théorique dans la revue Période, novembre 2014.
- L'approche en termes de régulation : théorie et histoire, dans la revue Période, 2015.
- Le paradoxe du réformisme, dans la revue Période, 2015.
- Propriété et progrès : quand Adam Smith faisait fausse route, dans François Allisson et Nicolas Brisset (éd.), Aux origines du capitalisme : Robert Brenner et le marxisme politique, Lyon, ENS Editions, 2023.